# Иван Топлак
Иван Топлак (Београд, 21. септембар 1931 — Марибор, 26. јул 2021) био је југословенски фудбалер, тренер, професор за фудбал на универзитету у Станфорду (Калифорнија-САД), селектор репрезентације Југославије и признати фудбалски стручњак.

## Каријера
Играчку каријеру је почео у Словенији, у млађим категоријама Браника из Марибора, а потом се афирмисао у Одреду из Љубљане (1951-1954). У сезони 1953/54 за Одред је на 25 првенствених сусрета постигао 14 голова, али није успео да их сачува од испадања из елитног ранга. Ипак, захваљујући свом одличном учинку прешао је у редове београдских црвено-белих. За Црвену звезду (8. август 1954- 11. децембар 1960) је одиграо 120 такмичарских утакмица и постигао 70 голова, по чему је 13. стрелац у историји клуба (укупно је одиграо 210 мечева, уз 144 погодака). У дресу "црвено-белих" четири пута је освајао државно првенство: 1956, 1957, 1959, 1960. Уз 10 утакмица и 12 голова за младу репрезентацију (1955-1956), одиграо је и једну утакмицу за најбољу селекцију Југославије: 28. новембра 1956. против Енглеске (0:3) у Лондону.
Већ у првој сезони 1954/55 био је први стрелац тима у шампионату са 14 голова на 23 утакмице. Колико је био успешан говори и податак да је у чак пет од шест мечева против највећих ривала био стрелац у овом првенству. По једном је погађао мрежу у мечевима против Партизана (2:1 и 4:1), сплитског Хајдука (2:2 и 1:4) и Динама у Загребу (3:2), а по два гола је забележио против Жељезничара (6:1) и загребачке Локомотиве (4:0). У осмини финала Купа донео је тријумф црвено-белима у Загребу од 3:2 против Динама постигавши два поготка.
Своју прву титулу првака са Звездом је освојио у сезони 1955/56, када је постигао 12 голова на 24 меча и био други стрелац тима, иза Боре Костића, који је 14 пута матирао противничке голмане, а клуб је на крају имао пет бодова више од Партизана. Иван је по два пута матирао чуваре мреже Вележа (3:1) и Сарајева (3:2), а поново је био кобан по загребачки Динамо постигавши гол у тријумфу Звезде у Београду од 4:3. Изузетан учинак имао је у Купу Југославије 1955. године, када је постигао чак 10 голова на три утакмице. Пет пута се уписао против Радничког у Крагујевцу (9:1), два пута у осмини финала против Сарајева (4:2), а три у четвртфиналу против Динама из Загреба (4:1). Био је убедљиво најбољи стрелац екипе у најмасовнијем такмичењу, али је Звезду у полуфиналу зауставио београдски БСК (0:4).
Звезда је први пут у Купу европских шампиона заиграла у сезони 1956/57 и одмах стигла до полуфинала. Топлак је на пет мечева два пута био стрелац, по једном на старту такмичења против холандског Рапида из Херлена (4:3 и 2:0). У првом полуфиналном сусрету против Фиорентине (0:1) у Београду се повредио после дуела са италијанским репрезентативцем Черватом у 33. минуту. Није могао да настави меч, па је Звезда до краја играла са десеторицом фудбалера, јер тада још увек нису биле уведене измене. То је пресудно утицало на крајњи исход, а реванш у Фиренци је завршен без голова. Титула првака државе одбрањена је са четири бода предности у односу на другопласирану Војводину уз шест Топлакових голова на 12 утакмица. Наставио је да терорише загребачки Динамо, против кога је још једном био стрелац и то победоносног гола у 80. минуту за 1:0.
У новом европском походу Звезде у Купу шампиона 1957/58, Топлак је одиграо пет утакмица и погодио мрежу Норћепинга (2:2) у првом мечу осмине финала, да би у четвртфиналу екипу зауставио чувени тим Манчестер Јунајтеда, такозване "Безбијеве бебе" (1:2 и 3:3), који су нажалост одмах после београдског меча имали тешку авионску несрећу код Минхена, када је настрадала већина водећих играча овог легендарног тима.
Топлак је у шампионату Југославије 1957/58 девет пута био стрелац и још једном био други голгетер екипе. У ремијима против Партизана три пута је постигао гол, једном у првом делу сезоне (2:2) и два пута у другом делу (2:2). Сезону 1958/59 је скоро целу пропустио због служења војног рока у ЈНА, али је Звезда и без њега вратила титулу предвођена сјајним Бором Костићем.
По повратку у тим, Топлак је допринео одбрани титуле, своје четврте у Звезди са пет голова на 11 мечева. Уписао се у ремију против Партизана (1:1), а касније је имао сјајан финиш са три поготка у последња три кола, по један против Сарајева (4:2), београдског Радничког (5:4) и Слободе из Тузле (5:1). Тако је помогао Звезди да за бод надмаши Динамо у шампионској трци. Каријеру му је нагло прекинула повреда, па је морао да окачи копачке о клин 11. децембра 1960. са свега 29 година.
Кад је престао да игра, био је тренер Црвене звезде  од 1964. до 1966. године, али није освајао трофеје. Потом одлази у САД гдје је радио у америчкој професионалној екипи Калифорнија Клиперс (Сан Франциско) до 1969, онда је наставио као професор у Станфорду (1969-1971), а затим је тренирао и екипу Сан Хозеа од 1974. до 1975. По повратку у Југославију, био је професионални тренер у ФСЈ, од 25. септембра 1976. до 8. маја 1977. био је селектор репрезентације Југославије (1976/77). На клупи "плавих" је био на свега осам утакмица. Остао је у ФСЈ и руководио је стручним радом у младој и олимпијској Преузео је младу и олимпијску селекцију Југославије, са којом је био четврти на играма у Москви 1980. године, а у Лос Анђелесу 1984. године довео је Југославију до бронзане медаље. Био је и селектор репрезентације Југославије у тандему са Ивицом Осимом на три утакмице током 1986. године. Касније је водио и Индонезију од 1991. до 1993. године. Аутор је бројних књига из области фудбалске стратегије и носилац ордена за заслуге ФИФА за допринос развоју светског фудбала. Већ дужи низ година живи у Словенији.